# De Maten (Westerwolde)
De Maten (Gronings: De Moat'n) is een buurtschap van Ter Apel in de gemeente Westerwolde in de Nederlandse provincie Groningen. De buurtschap telt 245 inwoners (2020).

## Geografie en demografie
Het ligt ten zuiden van Ter Apel tegen de grens met de provincie Drenthe. Oorspronkelijk hoorde het gehucht bij de Drentse gemeente Emmen. Op 1 januari 1976 'verhuisden' de toen 309 inwoners naar de gemeente Vlagtwedde, vooral vanwege de verbondenheid van de inwoners met Ter Apel. De meeste inwoners spreken Gronings (Grunnegs).

## Herkomst van de naam
Er zijn twee verklaringen voor de herkomst van de naam:
- De naam verwijst naar het begrip maat, dat is een stuk weiland dat één maaier met een handzeis in één dag kon maaien.
- De naam heeft te maken met het Nieuwnederlandse dialectwoord mat, dat ontstaan is uit het woord made wat 'hooiland' betekent.

## Afbeeldingen

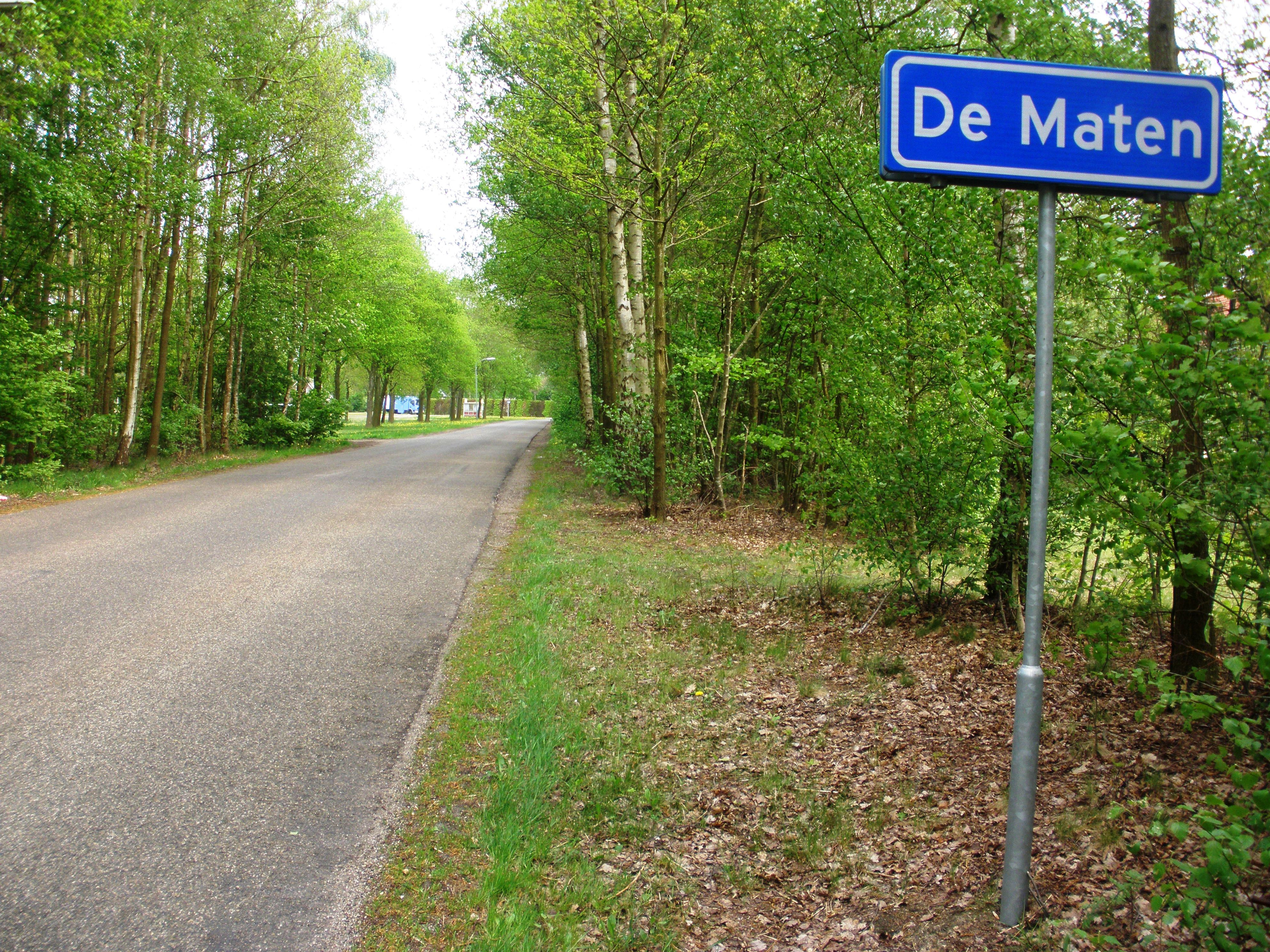
Plaatsnaambord
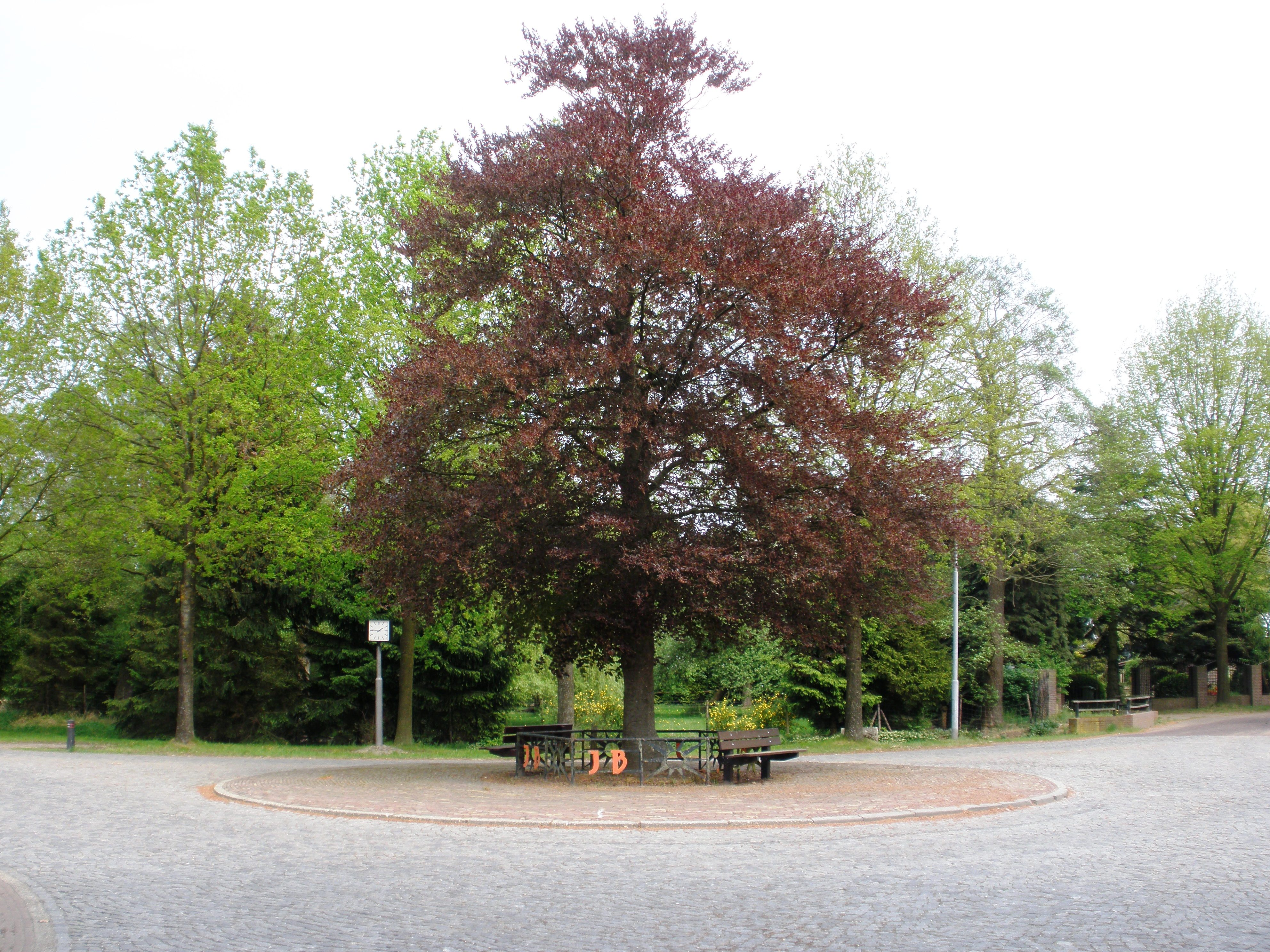
Plein met boom en gietijzeren hek met daarin de letters JB